# Псевдонім Мері Браун (фільм, 1918)
Псевдонім Мері Браун (англ. Alias Mary Brown)  — американська кримінальна драма режисера Вільяма С. Доулана 1918 року.

## У ролях
- Полін Старк — Бетті
- Кассон Фергюсон — Дік Браунінг, відомий Мері Браун
- Артур Міллетт — Гевлетт
- Юджин Барр — Ватсон
- Сідні Де Грей — Корнак
- Волтер Беласко — дядя Айк
- Ф. Томпсон — Гюнтер
- Річард Россон — Візел
- Альберта Лі — місіс Браунінг